# NKL-26
La NKL-26 era un'aeroslitta corazzata introdotta dell'Unione Sovietica durante la seconda guerra mondiale, basato sul precedente NKL-6 (o OSGA-6). Era fabbricata utilizzando compensato e aveva, posta anteriormente, una placca di corazzatura di 10 mm. Era armata con una mitragliatrice Degtjarëv, montata su una torretta girevole, ed era spinta da un motore aereo Shvetsov M-11. La slitta era dotata di quattro pattini su sospensioni indipendenti.
Ogni NKL-26 aveva un equipaggio di due uomini: il conducente ed il comandante, che aveva anche funzione di mitragliere.
Queste aeroslitte spesso operavano congiuntamente ai battaglioni di sciatori, e poteva trasportare o trainare quattro soldati.